# 小行星9199
小行星9199（英語：9199）是一颗围绕太阳公转的小行星。1993年3月25日，上田清二、金田宏在钏路市发现了此天体。
这颗小行星的绝对星等为308.26118等。